# Mugnano del Cardinale
Mugnano del Cardinale là một đô thị (comune) thuộc tỉnh Avenllino trong vùng Campania của Ý. Mugnano del Cardinale có diện tích 12 km2, dân số là 4910 người (thời điểm ngày).